# 45-я стрелковая дивизия (2-го формирования)
45-я стрелковая Печенгская Краснознамённая дивизия — воинское соединение Вооружённых сил СССР в Великой Отечественной войне.

## Полное наименование
45-я стрелковая Печенгская Краснознамённая дивизия

## История дивизии
Сформирована 20.04.1943 в Карелии на базе 67-й морской стрелковой бригады на оборонительных рубежах у станции Лоухи Кировской железной дороги.
В действующей армии с 20.04.1943 по 09.05.1945 года.
C 06.05.1943 по 19.08.1943 года составляла резерв 31-го стрелкового корпуса. Первый бой дивизии состоялся 09.08.1943, силами 61-го стрелкового полка. С 20.08.1943 сменила части 85-й морской стрелковой бригады и 205-й стрелковой дивизии на переднем крае, затем вплоть до августа 1944 года вела оборону на вверенном рубеже.
Участвовала в преследовании противника на кандалакшском и кестеньгском направлениях: 08.09.1944 года перешла в наступление и 10.09.1944 овладела посёлком Кестеньга. В дальнейшем была передислоцирована на Кандалакшское направление в район станции Нямозеро.
К началу Петсамо-Киркенесской операции передислоцировалась с Кестеньгского направления на Мурманское направление. В конце сентября 1944 года прибыла на станцию Кола. На 01.10.1944 года дивизия находилась на марше по дороге на Печенгу. 04.10.1944 года части дивизии сосредоточились в районе реки Большая Западная Лица имея задачу наступать на вспомогательном направлении войск 14-й армии. 10.10.1944 года дивизия прорвала оборону противника на реке Западная Лица, 13.10.1944 дивизия была введена в состав 131-го стрелкового корпуса и 15.10.1944 в составе корпуса овладела Петсамо. 17.10.1944 года в ходе наступления в районе озера Якяля-Пяя части дивизии подошли к норвежской границе, 18.10.1944 года подразделения 253-го стрелкового полка, форсировав реку Вуореми, перешли её, двигаясь по дороге Тарнит — Эльвенес — Киркенес
23.10.1944 года дивизия преодолела горный массив, расположенный по восточному берегу Яр-фиорда, а в ночь на 24.10.1944 года на машинах-амфибиях 275-го отдельного моторизованного батальона особого назначения и по наведённым сапёрами переправам преодолела фиорд.
25.10.1944 года залив Бек-Фиорд форсировали основные силы дивизии, и в этот же день был освобождён, в том числе и частями дивизии, Киркенес. После этого дивизия дислоцировалась на территории Норвегии.

## Дивизия после Великой Отечественной войны
В сентябре 1945 года части дивизии были выведены из Норвегии и расквартированы в Мурманске и Печенгском районе.
В 1952 году 45-я стрелковая дивизия вошла в состав новосформированной 6-й общевойсковой армии ЛВО. В 1957 году переформирована в 131-ю мотострелковую дивизию.

## Подчинение
| Дата            | Фронт (округ)    | Армия                | Корпус (группа)         | Примечания |
| --------------- | ---------------- | -------------------- | ----------------------- | ---------- |
| 01.05.1943 года | Карельский фронт | 26-я армия           | -                       | -          |
| 01.06.1943 года | Карельский фронт | 26-я армия           | 31-й стрелковый корпус  | -          |
| 01.07.1943 года | Карельский фронт | 26-я армия           | 31-й стрелковый корпус  | -          |
| 01.08.1943 года | Карельский фронт | 26-я армия           | 31-й стрелковый корпус  | -          |
| 01.09.1943 года | Карельский фронт | 26-я армия           | 31-й стрелковый корпус  | -          |
| 01.10.1943 года | Карельский фронт | 26-я армия           | 31-й стрелковый корпус  | -          |
| 01.11.1943 года | Карельский фронт | 26-я армия           | 31-й стрелковый корпус  | -          |
| 01.12.1943 года | Карельский фронт | 26-я армия           | 31-й стрелковый корпус  | -          |
| 01.01.1944 года | Карельский фронт | 26-я армия           | 31-й стрелковый корпус  | -          |
| 01.02.1944 года | Карельский фронт | 26-я армия           | 31-й стрелковый корпус  | -          |
| 01.03.1944 года | Карельский фронт | 26-я армия           | 31-й стрелковый корпус  | -          |
| 01.04.1944 года | Карельский фронт | 26-я армия           | 31-й стрелковый корпус  | -          |
| 01.05.1944 года | Карельский фронт | 26-я армия           | 31-й стрелковый корпус  | -          |
| 01.06.1944 года | Карельский фронт | 26-я армия           | 31-й стрелковый корпус  | -          |
| 01.07.1944 года | Карельский фронт | 26-я армия           | 31-й стрелковый корпус  | -          |
| 01.08.1944 года | Карельский фронт | 26-я армия           | -                       | -          |
| 01.09.1944 года | Карельский фронт | 26-я армия           | -                       | -          |
| 01.10.1944 года | Карельский фронт | 14-я армия           | -                       | -          |
| 01.11.1944 года | Карельский фронт | 14-я армия           | 131-й стрелковый корпус | -          |
| 01.12.1944 года | -                | 14-я отдельная армия | 131-й стрелковый корпус | -          |
| 01.01.1945 года | -                | 14-я отдельная армия | 131-й стрелковый корпус | -          |
| 01.02.1945 года | -                | 14-я отдельная армия | 131-й стрелковый корпус | -          |
| 01.03.1945 года | -                | 14-я отдельная армия | 131-й стрелковый корпус | -          |
| 01.04.1945 года | -                | 14-я отдельная армия | 131-й стрелковый корпус | -          |
| 01.05.1945 года | -                | 14-я отдельная армия | 131-й стрелковый корпус | -          |

## Состав
- управление
- 10-й стрелковый полк
- 61-й стрелковый Киркенесский Краснознамённый полк
- 253-й стрелковый Киркенесский полк
- 178-й лёгкий артиллерийский полк
- 69-й отдельный истребительно-противотанковый дивизион
- 399-я зенитная батарея (63-й отдельный зенитный артиллерийский дивизион)
- 10-я отдельная разведывательная рота
- 52-й отдельный сапёрный батальон
- 893-й отдельный батальон связи (707-я отдельная рота связи)
- 43-й медико-санитарный батальон
- 116-я отдельная рота химической защиты
- 159-я автотранспортная рота
- 76-я полевая хлебопекарня
- 204-й дивизионный ветеринарный лазарет
- 774-я (222-я) полевая почтовая станция
- 1670-я (335-я) полевая касса Госбанка

- управление
- 10-й мотострелковый полк (п. Печенга);
- 19-й мотострелковый полк (п. Печенга);
- 253-й мотострелковый Киркенесский полк (г. Мурманск);
- 60-й отдельный танковый батальон (п. Луостари-2);
- 306-й отдельный ракетный дивизион (п. Печенга);
- 796-й отдельный разведывательный батальон (п. Луостари-2);
- 893-й отдельный батальон связи (г. Мурманск);
- 274-й отдельный инженерно-сапёрный батальон(3еленый Городок);
- 162-й отдельный учебный ремонтно-восстановительный батальон;
- 1338-й отдельный батальон материального обеспечения;
- 43-й отдельный медико-санитарный батальон.[1]

## Командиры
- Съедин, Павел Трофимович (20.04.1943 — 24.02.1944), полковник
- Михайлов, Александр Михайлович (25.02.1944 — 05.07.1944), полковник
- Панин, Илья Васильевич (06.07.1944 — .03.1946), генерал-майор
- Литвинов, Фёдор Иванович (.03.1946 — .05.1947), полковник
- Бурмасов, Василий Афанасьевич (.05.1947 — .02.1952), генерал-майор
- Горобец, Тарас Павлович (.01.1952 — .08.1953), генерал-майор[2]
- Дудоров, Тимофей Дмитриевич (.08.1953 — .05.1956), генерал-майор

## Награды и наименования
| Награда (наименование)             | Дата                                                          | За что награждена |
| ---------------------------------- | ------------------------------------------------------------- | --- |
| Почётное наименование «Печенгская» | Приказ Верховного Главнокомандующего № 354 от 31.10.1944 года | за образцовое выполнение заданий командования в боях с немецкими захватчиками, за овладение городом Петсамо (Печенга) и проявленные при этом доблесть и мужество |
| Орден Красного Знамени             | Указ Президиума ВС СССР от 06.01.1945 года                    | за отличие в боях по освобождению Печенгской области и особое мужество в ходе Петсамо-Киркенесской операции.                                                     |

Награды частей дивизии:
- 61-й стрелковый Киркенесский Краснознаменный[4]полк
- 253-й стрелковый Киркенесский полк

## Воины дивизии
| Награда | Ф. И.О                       | Должность                                                     | Звание            | Дата награждения | Примечания |
| ------- | ---------------------------- | ------------------------------------------------------------- | ----------------- | ---------------- | ---------- |
|         | Иванов, Василий Макарович    | командир взвода 253-го стрелкового полка                      | младший лейтенант | 24.03.1945       |            |
|         | Компанеец, Фёдор Григорьевич | командир отделения роты автоматчиков 253-го стрелкового полка | старший сержант   | 24.03.1945       |            |
|         | Примаков, Павел Петрович     | командир взвода пешей разведки 325-го стрелкового полка       | лейтенант         | 24.03.1945       |            |